# Agapetus sexipalpus
Agapetus sexipalpus là một loài Trichoptera trong họ Glossosomatidae. Chúng phân bố ở vùng nhiệt đới châu Phi.